# Клайд (военно-морская база)
Военно-морская база Клайд (HMNB Clyde, также HMS Neptune) — одна из трёх действующих баз Королевского флота Великобритании (две других, соответственно, HMNB Devonport и HMNB Portsmouth). Главная база флота в Шотландии. Наиболее известна как место базирования Британских сил ядерного сдерживания, представленных программой «Трайдент».

## Состав
База расположена на восточном берегу нескольких бухт залива Ферт-оф-Клайд Ирландского моря, в области Аргайл и Бьют, Шотландия, примерно в 40 километрах к северо-западу от Глазго. База подводных лодок включает в себя несколько отдельных сооружений, главные из которых:
- Пункт базирования Фаслейн, 25 миль (40 км) от Глазго, в заливе Гар-Лох;
- Военно-морской арсенал Кулпорт[англ.] на берегу бухты Лох-Лонг[англ.], в 2—3 милях к западу от Фаслейн.

На базе также дислоцированы: штаб флагмана в Шотландии, Северной Англии и Северной Ирландии (FOSNNI) (он же флагман резерва флота), Северная группа легководолазов и шотландский штаб полиции и охраны МО. На базе проживает 3000 человек обслуживающего персонала, 800 членов их семей и 4000 гражданских специалистов, в основном из компании «Бэбкок Марин». База занимает значительное место в экономике как области Аргайл и Бьют, так и всего Уэст-Данбартоншира.
Пункт базирования Фаслейн, расположенный в Гар-Лох, и военно-морской арсенал Кулпорт в Лох-Лонг являются основными компонентами HMNB Clyde. Как Гар-Лох, так и Лох-Лонг представляют собой узкие бухты, отходящие на север от Ферт-оф-Клайд.
Фаслейн также был избран площадкой Технического управления МО, которая совместно с пунктом базирования Грейт Харбор (Гринок) эксплуатируется фирмой «Бабкок», под управлением Serco Denholm.

## Пункт базирования Фаслейн

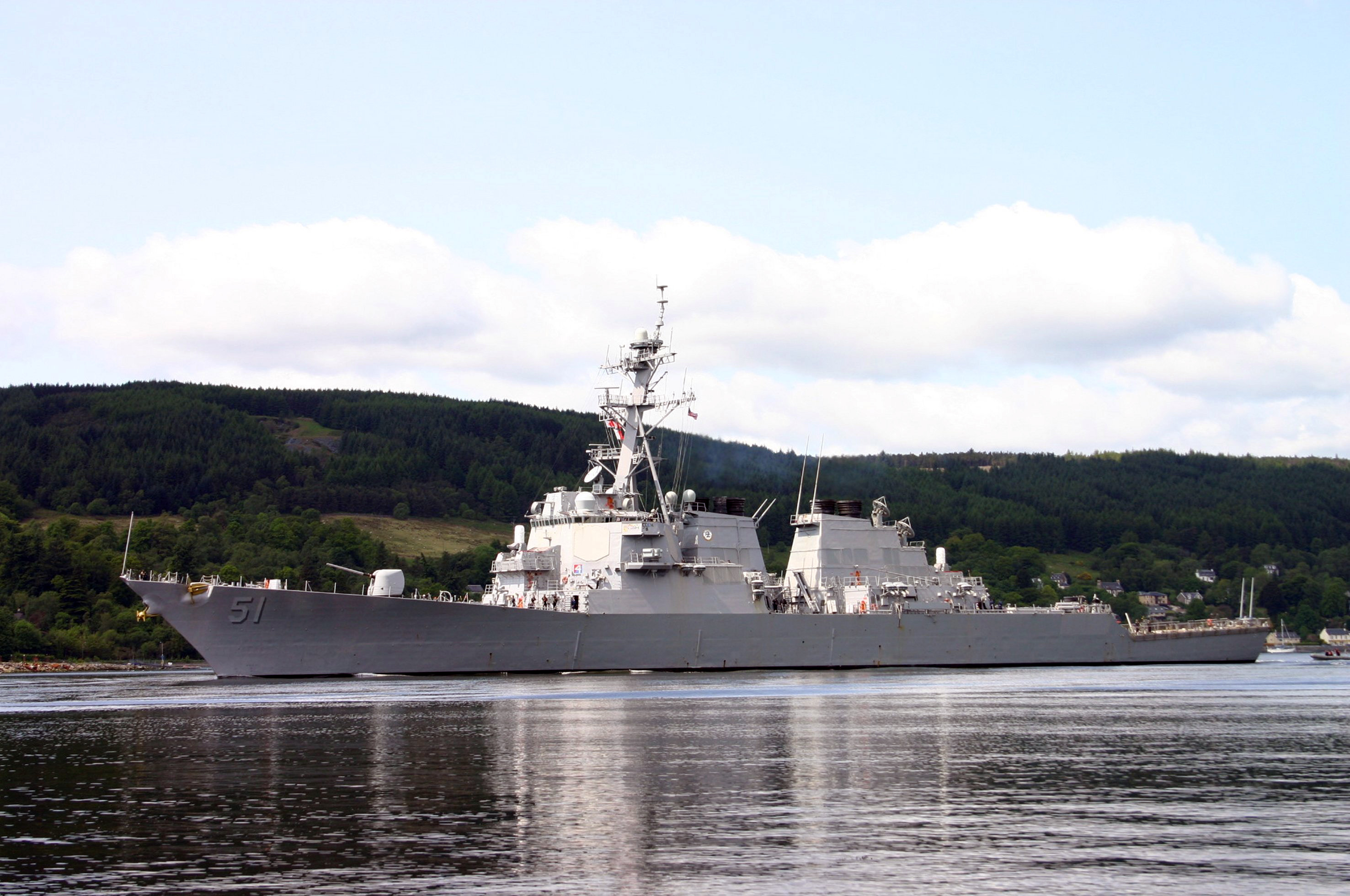
USS Arleigh Burke (DDG-51) выходит из HMNB Clyde

Береговые сооружения в ПБ Фаслейн входят в воинскую часть HMS Neptune. Её личный состав укомплектован военнослужащими, но не входит в экипажи базирующихся кораблей.
Построен в 1968 году. Исходно предназначался для базирования 10-й эскадры ПЛАРБ Королевского флота. Длина причального фронта около 2 км, глубины у причалов до 11,7 м. Имеется закрытый вертикальный судоподъёмник Архивная копия от 26 августа 2021 на Wayback Machine типа Syncrolift Архивная копия от 16 декабря 2021 на Wayback Machine грузоподъёмностью 25600 тонн, погрузочно-разгрузочное оборудование, включая портальный кран грузоподъёмностью 15 тонн, узел связи, жилые помещения личного состава, склады оружия, техники и топлива, центр подготовки и комплектования экипажей ПЛАРБ.
На ВМБ Клайд базируются все атомные ракетные подводные лодки типа «Вэнгард», и часть атомных торпедных подводных лодок, а также 43-я специальная группа морской пехоты (англ. 43 Commando Fleet Protection Group Royal Marines), занятая охраной объектов флота.
Должность командира военно-морской базы (Клайд) с 2007 года занимает коммодор Хокли, сменивший на этом посту коммодора Кэролин Стайт (англ. Carolyn Stait).
База (точнее Гринок) начала использоваться во время Второй мировой войны. В 1960-е годы британское правительство начало переговоры с США по закупке ракет Поларис как средства доставки собственных британских ядерных боеприпасов для вооружения пяти подводных лодок. Однако построено было всего четыре: HMS Resolution (S22), HMS Repulse (S23), HMS Renown (S26) и HMS Revenge (S27). Они постоянно базировались на Фаслейн.
Сам Фаслейн был выбран в качестве базы в разгар Холодной войны благодаря своему географическому положению. Относительно изолированные, но глубокие и простые для навигации Гар Лох и Ферт-оф-Клайд превращают его в защищённый «бастион» на западном побережье Шотландии. Одновременно его положение обеспечивает удобный и скрытный доступ через Северный пролив к районам патрулирования подводных лодок в Северной Атлантике и через Фареро-Исландский рубеж в Норвежское море. Одна из лодок всегда была на боевом дежурстве. А в политически нестабильное время в море выходила вторая.

### Корабельный состав

#### Подводные лодки типа «Вэнгард»
В 1980-х британское правительство анонсировало планы по замене подводных лодок типа «Резолюшн», вооружённых ракетами «Поларис», новыми лодками, вооружёнными ракетами «Трайдент». Тогда же были присвоены названия:
- HMS Vanguard (S28)
- HMS Victorious (S29)
- HMS Vigilant (S30)
- HMS Vengeance (S31)

#### Подводные лодки типа «Астьют»
20 ноября 2009 года головная лодка HMS Astute прибыла в Фаслейн. Новая лодка официально вошла в состав флота 27 августа 2010 года, и является одной из «наиболее передовых субмарин в мире».
Вторая лодка типа «Астьют», HMS Ambush, официально вошла в состав флота в ВМБ Клайд 1 марта 2013 года. Здесь же планируется базирование остальных лодок этого типа.

#### Прочие корабли
Здесь также базируются тральщики-искатели мин типа «Сэндаун» 1-го противоминного дивизиона (англ. 1st MCM Squadron). Патрульные корабли эскадры Северной Ирлиндии базировались на Фаслейн с 1993 года по июль 2005 года, после чего эскадра была расформирована.
Вооружённые патрульные катера HMS Tracker (P274) и HMS Raider (P275) образуют Патрульный дивизион Фаслейн, обеспечивая защиту ценных единиц флота при переходах в акватории Ферт-оф-Клайд. Там же, в качестве учебного корабля, находится HMS Pursuer (P273).

### Безопасность и происшествия в базе
Учение «Ивнинг Стар» представляет собой периодическую проверку экстренного реагирования персонала на ядерные происшествия в Фаслейн. Оно проводится Управлением атомного надзора. Согласно квартальному отчёту Управления за июль-сентябрь 2011 года, база не прошла проверку, так как «некоторые аспекты командования и управления не были удовлетворительно продемонстрированы». Больше подобных сообщений не было.

### Антиядерные протесты и демонстрации
Являясь местом размещения баллистических ракет с ядерными боевыми частями, Фаслейн постоянно подвергается атакам демонстрантов Кампании за ядерное разоружение и прочих шотландских заинтересованных групп, включая Trident Ploughshares. У ворот Фаслейн расположен постоянный лагерь демонстрантов, где постоянно живут участники протестных движений. Существование базы является также постоянной темой выступлений для политиков Шотландии.
Шотландская национальная партия, Шотландская социалистическая партия и Шотландская партия зелёных противятся размещению ядерного оружия, хотя Шотландская национальная партия и заверяет, что они хотели бы сохранить базу для размещения неядерных кораблей и судов. Такая линия довольно обычна для представителей этих партий, и даже некоторые члены Лейбористской партии иногда участвуют в акциях. За оградой базы силами одиночек, таких как Джордж Галлоуэй, проводятся митинги, с целью как можно дольше нарушать нормальную работу базы. Эти мероприятия в основном состоят в препятствовании проходу сотрудников на рабочие места и обычно заканчиваются арестами большого числа протестующих за ненасильственное гражданское неповиновение.

#### Большие блокады
«Большая блокада» является регулярным «развлечением» вокруг базы Фаслейн начиная с 1999 года и проходит на второй неделе февраля. Её цель — парализовать базу на 24 часа (впрочем, ни разу не увенчалась успехом). Это событие привлекает тысячи мирных активистов и регулярно заканчивается арестами более 350 человек.

#### Фаслейн 365
Кампания «Фаслейн 365» представляла собой годовую акцию протеста возле базы. Это была инициатива гражданского неповиновения, направленная на привлечение общественной критики к проблеме ядерного разоружения Британии.
Кампания стартовала в сентябре 2006 года, первая акция состоялась 1 октября того же года. Основной инициативной группой была группа женщин, ранее проводивших акцию протеста у Базы ВВС Гринэм-Коммон. Официально закончилось Большой Блокадой в 2007 году. Однако отдельные группы продолжали действия, направленные конкретно против Фаслейн и Кулпорт.
В «Фаслейн 365» приняла участие 131 группа участников, и было произведено 1150 арестов.

## Военно-морской арсенал Кулпорт
Военно-морской арсенал Кулпорт (англ. Royal Naval Armaments Depot Coulport) возле деревни Кулпорт, на восточном берегу Лох Лонг (56°02′41″ с. ш. 4°52′24″ з. д.) является вторым основным компонентом ВМБ Клайд. Как и Фаслейн, Кулпорт организационно входит в HMS Neptune. Арсенал имеет причал длиной 230 м, на котором смонтирован мостовой кран грузоподъёмностью 40 т для погрузки-выгрузки ракет.
На складах в Кулпорт хранятся и обычные виды вооружения для кораблей Королевского флота Великобритании, например, торпеды, однако арсенал наиболее известен как место хранения ракет «Трайдент».
Хранилища ядерных боеприпасов устроены в скале. Здесь же британские ядерные боеголовки могут быть установлены на ракеты «Трайдент» (производства Lockheed Martin). Хотя боеголовки и произведены полностью на британских предприятиях, средства доставки фактически не являются собственностью Великобритании. Вместо этого она имеет права на 58 ракет от общего с ВМС США запаса. В ВМБ Клайд имеются возможности для погрузки и выгрузки ракет целиком, но обычно ракеты обслуживаются на базе ВМС США Кингс-Бэй, штат Джорджия.
Строительство арсенала началось в 1963 году, когда Фаслейн был выбран как новое место базирования системы «Поларис». В 1968 году первая подводная лодка с ракетами «Поларис» вышла на боевое дежурство. Соображения безопасности требовали, чтобы склад и зона обслуживания имели собственную якорную стоянку и были удалены как минимум на 4400 футов (1300 м) от основных строений базы, в то время как соображения эффективности диктовали размещение двух пунктов не далее чем в часовом переходе друг от друга. Кулпорт на соседнем полуострове удовлетворял обоим условиям. Дополнительные строительные работы проводились в 1980-х, когда возникла необходимость поддержки программы «Трайдент».